# Лестер, Марк
Марк Ле́стер (англ. Mark Lester, родился 11 июля 1958 года в Оксфорде, Оксфордшир, Великобритания) — британский ребёнок-актёр. В настоящее время — врач-остеопат, специализируется на спортивной медицине.

## Биография

### Карьера
Родился в семье актрисы Риты Лестер и продюсера Майкла Лестера (имя при рождении Майкл Борис Летцер). 
С 1964 по 1977 год Марк Лестер сыграл более 20 ролей в кино и на телевидении. Наибольшую известность актёр получил благодаря заглавной роли в фильме «Оливер!» (1968), экранизации одноимённого мюзикла по мотивам романа Чарльза Диккенса «Приключения Оливера Твиста». Также играл в фильмах «451 градус по Фаренгейту» (1966), «Дом нашей матери» (1967), «Беги свободно» (1969), «Свидетель» (1970), «Мелоди» (1971), «Чёрный красавчик» (1971), «Кто прикончил тётушку Ру?» (1971), «Дитя ночи» (1971), «Бездельник» (1973), «Любовь под вязами» (1974), «Принц и нищий» (1977).

### Личная жизнь
В 19 лет Лестер ушёл из кино ради карьеры врача. Женат вторым браком. От первого имеет 4 детей, крёстным отцом которых был певец Майкл Джексон, близкий друг Лестера на протяжении долгих лет. Актёр, в свою очередь, является крёстным отцом детей Джексона.

## Фильмография
| Год  |   | Русское название               | Оригинальное название          | Роль            |
| ---- | - | ------------------------------ | ------------------------------ | --------------- |
| 1964 | ф | Вперед, Франция!               | Allez France!                  | Жеральд         |
| 1964 | с | Человеческие джунгли           | The Human Jungle               | мальчик         |
| 1965 | ф | Космический полёт МК-1         | Spaceflight IC-1               | Дон Сондерс     |
| 1965 | с | Военно-полевой суд             | Court Martial                  | Паоло Стивенс   |
| 1966 | с | Опасный человек                | Danger Man                     | Марк            |
| 1966 | ф | 451 градус по Фаренгейту       | Fahrenheit 451                 | школьник        |
| 1967 | ф | Дом нашей матери               | Our Mother's House             | Джимини         |
| 1968 | ф | Оливер!                        | Oliver!                        | Оливер Твист    |
| 1969 | ф | Беги свободно                  | Run Wild, Run Free             | Филипп Рэнсом   |
| 1969 | с | Потом пришёл Бронсон           | Then Came Bronson              | Джон Биман      |
| 1969 | с | Призрак и миссис Мьюр          | The Ghost & Mrs. Muir          | Марк Хелмор     |
| 1970 | ф | Свидетель                      | Eyewitness                     | Зигги           |
| 1970 | ф | Мальчик, который украл слона   | The Boy Who Stole the Elephant | Дэйви           |
| 1971 | ф | Кто прикончил тётушку Ру?      | Whoever Slew Auntie Roo?       | Кристофер Кумбс |
| 1971 | ф | Мелоди                         | Melody                         | Дэниел Латимер  |
| 1971 | ф | Чёрный красавчик               | Black Beauty                   | Джо Эванс       |
| 1972 | ф | Дитя ночи                      | Diabólica malicia              | Маркус          |
| 1973 | ф | Потеряв рассудок               | Senza ragione                  | Леннокс Данкан  |
| 1973 | ф | Маленький искатель приключений | Little Adventurer              | Майк Ричард     |
| 1973 | ф | Бездельник                     | Scalawag                       | Джейми          |
| 1975 | ф | Любовь под вязами              | La prima volta sull'erba       | Франц           |
| 1977 | ф | Принц и нищий                  | The Prince and the Pauper      | Эдвард / Том    |